# Georgi Tsvetkov
Pour les articles homonymes, voir Tsvetkov.
Georgi Tsvetkov (en bulgare : Георги Цветков), né le 10 septembre 1947 à Sofia est un footballeur international bulgare. Il évoluait au poste d'attaquant.

## Biographie

### En club
Georgi Tsvetkov commence sa carrière avec le Spartak Sofia en 1964,,.
En 1969, il devient joueur de l'Akademik Sofia.
De 1970 à 1977, Tsvetkov évolue sous les couleurs du Levski Sofia.
Avec le Levski, il est sacré Champion de Bulgarie à deux reprises en 1974 et en 1977. Il remporte également trois Coupes de Bulgarie en 1971, 1976 et 1977.
En 1977, Tsvetkov rejoint le Spartak Varna. Il raccroche les crampons en 1978.
En compétitions européennes, il dispute au total 1 match pour aucun but inscrit en Coupe des clubs champions, 4 matchs pour un but marqué en Coupe des vainqueurs de coupe et 8 matchs pour un but inscrit en Coupe UEFA.

### En équipe nationale
International bulgare, il reçoit 10 sélections pour un but marqué en équipe de Bulgarie entre 1967 et 1972,.
Son premier match a lieu le 24 juin 1967 contre la Pologne en amical (victoire 3-2).
Il inscrit deux buts le 6 novembre 1966 lors d'un match amical contre la Yougoslavie (victoire 6-1).
Tsvetkov fait partie de l'équipe de Bulgarie médaillée d'argent aux Jeux olympiques 1968. Il dispute trois matchs lors de la compétition dont la finale perdue contre la Hongrie.
Il dispute les qualifications pour le tournoi olympique de 1972, il marque un but contre l'Espagne (match nul 3-3) le 31 mai 1972.
Son dernier match en sélection a lieu le 7 juin 1972 contre l'Union soviétique en amical (défaite 0-1).

### Entraîneur
Il poursuit une carrière d'entraîneur après sa carrière de joueur, dirigeant notamment le Levski Sofia en 1996.

## Palmarès
| Levski Sofia - Championnat de Bulgarie (2) : - Champion : 1973-74 et 1976-77. - Coupe de Bulgarie (3) : - Vainqueur : 1970-71, 1975-76 et 1976-77. |  | Bulgarie - Jeux olympiques : - Argent : 1968. |